# Coupe Sels 1980
La 55e édition de Coupe Sels a eu lieu le 2 septembre 1980. La course est remportée par le Belge Benjamin Vermeulen (Boston-IFI-Mavic).

## Équipes
| Équipes professionnelles (4)- Boston-IFI-Mavic - Safir-Ludo - Eurobouw-Cambio Rino - IJsboerke-Warncke Eis |
| |

## Classement final
La course est remportée par le Belge Benjamin Vermeulen (Boston-IFI-Mavic). Il est suivi par ses compatriotes Willem Peeters (Safir-Ludo) et Willy De Smet.
| \| Classement général \| Classement général \| Classement général \| Classement général \| Classement général \| \| Coureur \| Coureur \| Pays \| Équipe \| Temps \| \| ------------------ \| ------------------ \| ------------------ \| --------------------- \| ------------------ \| \| 1er \| Benjamin Vermeulen \| Belgique \| Boston-IFI-Mavic \| \| \| 2e \| Willem Peeters \| Belgique \| Safir-Ludo \| \| \| 3e \| Willy De Smet \| Belgique \| \| \| \| 4e \| Willem Thomas \| Belgique \| Eurobouw-Cambio Rino \| \| \| 5e \| Peter Van Huffel \| Belgique \| \| \| \| 6e \| André Dierickx \| Belgique \| IJsboerke-Warncke Eis \| \| \| 7e \| Raoul Bruyndonckx \| Belgique \| \| \| \| 8e \| Jean-Marie Wampers \| Belgique \| \| \| \| 9e \| Willy Teirlinck \| Belgique \| Safir-Ludo \| \| \| 10e \| Benny Schepmans \| Belgique \| Safir-Ludo \| \| |                    |          |                       |       |
| |                    |          |                       |       |
| Source : Cycling Archives |                    |          |                       |       |
| Classement général |                    |          |                       |       |
| Coureur | Coureur            | Pays     | Équipe                | Temps |
| 1er | Benjamin Vermeulen | Belgique | Boston-IFI-Mavic      |       |
| 2e | Willem Peeters     | Belgique | Safir-Ludo            |       |
| 3e | Willy De Smet      | Belgique |                       |       |
| 4e | Willem Thomas      | Belgique | Eurobouw-Cambio Rino  |       |
| 5e | Peter Van Huffel   | Belgique |                       |       |
| 6e | André Dierickx     | Belgique | IJsboerke-Warncke Eis |       |
| 7e | Raoul Bruyndonckx  | Belgique |                       |       |
| 8e | Jean-Marie Wampers | Belgique |                       |       |
| 9e | Willy Teirlinck    | Belgique | Safir-Ludo            |       |
| 10e | Benny Schepmans    | Belgique | Safir-Ludo            |       |